# Edmundo Fernandes Levi
Edmundo Fernandes Levy (Seringal Bom Futuro, no atual Amapá, 2 de junho de 1911) foi um advogado e político brasileiro.
Filho de Henrique Cerf Levy e de Carolina Augusta Sabóia Fernandes Levy. Casou com Layr Teixeira Mendes Fernandes Levy. Iniciou seus estudos na Escola Nacional de Direito no Rio de Janeiro e, transferindo-se para a Escola de Direito do Amazonas, formou-se em 1941.
Em outubro de 1962 foi eleito suplente do senador pelo Amazonas Antovila Rodrigues Mourão Vieira, na legenda do Partido Trabalhista Brasileiro (PTB). Exerceu a função de chefe de gabinete do ministro do Trabalho Almino Afonso em fevereiro de 1963, assumindo em julho uma cadeira no senado em substituição ao titular.